# 白井信隆
白井信隆（しらい のぶたか、1974年 -）は小説家、ライトノベル作家。大阪府堺市出身。

## 略歴
第5回電撃ゲーム小説大賞にて<金賞>を受賞。

大学卒業後、様々なアルバイトをしながら執筆し、

受賞作品の『学園武芸帳「月に笑（な）く」』で電撃文庫よりデビュー。

## 作品リスト
- 学園武芸帳「月に笑く」（電撃文庫）
- 月に叢雲、花に風 学園武芸帳2（電撃文庫）
- ガン・オーバー（電撃文庫）
- ガン・オーバー（2） 宿命の輪を断つ者（電撃文庫）